# Snecma Atar
Pour les articles homonymes, voir Atar.
Les Snecma Atar sont une famille de turboréacteurs militaires produits par la firme française Snecma.

## Historique

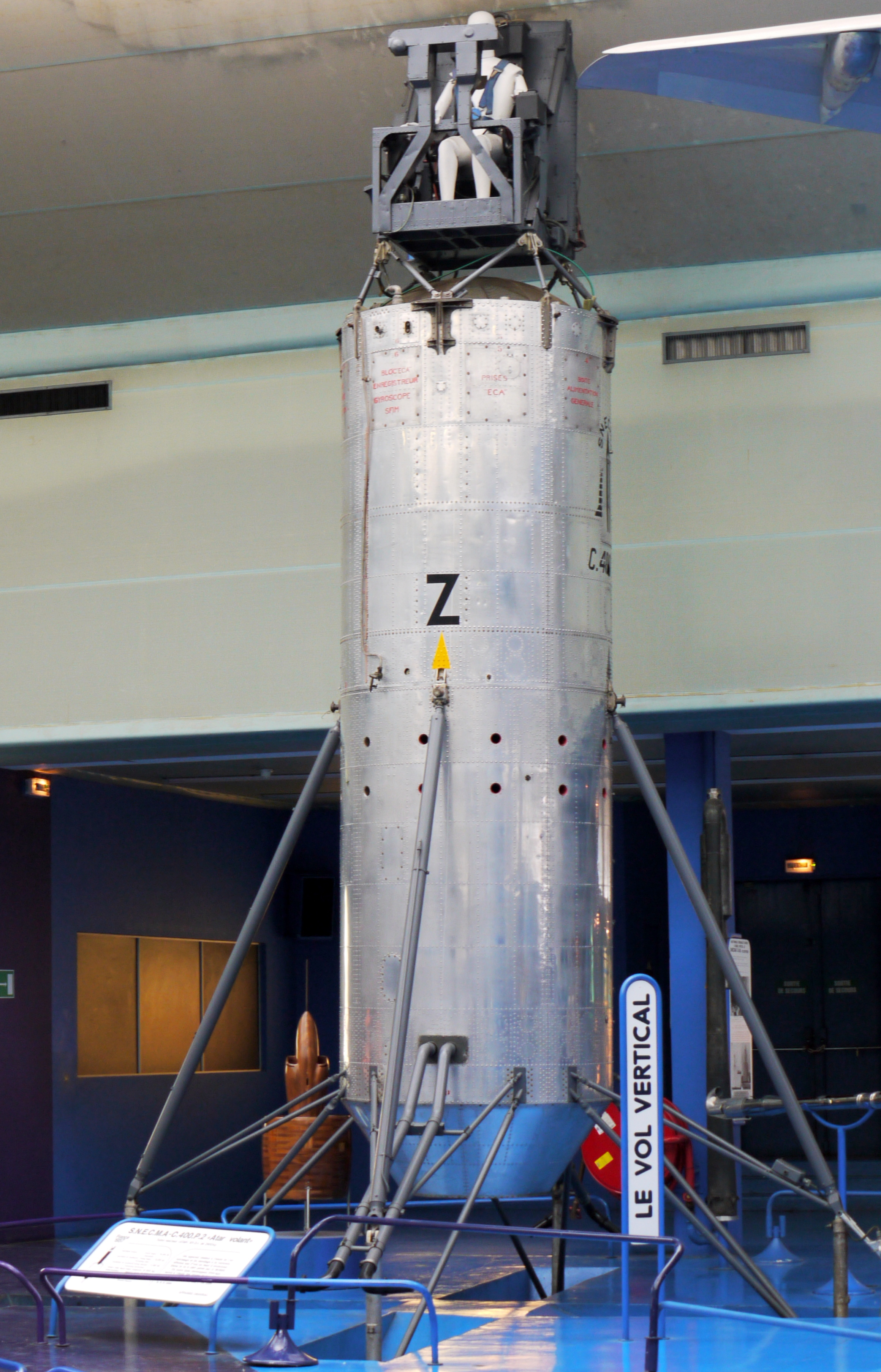
L'Atar volant est le prototype qui permit de valider le système de stabilisation par déviation de jet du futur C450.

Le nom Atar est l'acronyme d'Atelier technique aéronautique de Rickenbach, installé près du lac de Constance en Allemagne, où un des pionniers de la technique des réacteurs, le Dr Hermann Oestrich, a débuté en 1938. Il a notamment participé au développement du BMW 003.
En octobre 1945, sur proposition du ministère de l'Air, le groupe du Dr Oestrich est invité à venir travailler en France, et s'installe à Decize pour travailler en collaboration avec les ingénieurs français de la Snecma affectés à la filiale Voisin. Comptant alors une centaine d'ingénieurs, l'équipe dirigée par Oestrich commence les développements d'un nouveau moteur sur la base du réacteur BMW 003, dont le gouvernement français commande alors six prototypes[réf. nécessaire].
Le contrat de réalisation de l'Atar 101 de 2 000 kg de poussée est signé en avril 1946. Le premier prototype Atar 101 V (en) tourne au banc à Melun-Villaroche le 26 mars 1948 et développe 1 700 kg de poussée. Le 15 avril, un second prototype développe 2 200 kg de poussée pour une masse totale de 900 kg[réf. nécessaire].
Les essais en vol commencent le 9 octobre 1950 avec le premier banc d'essai volant de la Snecma. Ce jour-là, un Martin B-26 Marauder qui décolle de l'aérodrome de Melun-Villaroche, emporte pour son premier vol d'essai un Atar 101 A0 de 2 200 kg de poussée. Le réacteur est maintenu par un support dans la trappe à bombes et son alimentation en air est assurée par deux écopes situées à l'extérieur de l'appareil. Le B-26 Marauder participe à toute la campagne d'essais des moteurs de la famille Atar 101 A-B-C et D[réf. nécessaire].
En novembre 1951, le Languedoc SE 161 no 1 est à son tour adapté pour participer aux essais de l'Atar, et poursuit les essais en vol pour les Atar 101 A0 et Atar 101 E. Un mois plus tard, un autre Languedoc SE 161 (le no 83) est équipé de moteurs I4 R suralimentés, ce qui lui permet de participer jusqu'en mars 1959 au développement de la postcombustion pour l'Atar 101 F2[réf. nécessaire].
En 1960, la carrière de ces deux appareils est arrêtée. Ces avions n'étant pas pressurisés, un SNCASO SO.30 Bretagne, sur lequel les moteurs à pistons ont été remplacés par des Atar 101 E, entre en service en 1953 et permet un plafond maximum de 17 000 m, et à une vitesse de Mach 0,7[réf. nécessaire].
L'Atar 101B fait son premier vol sur avion à réaction monomoteur (un Dassault Ouragan) le 5 décembre 1951. L'Atar 101 est peu à peu amélioré et sa puissance augmentée au fur et à mesure des différentes variantes, jusqu'aux Atar 101E du SO.4050 Vautour (3 500 kg de poussée) et 101G qui équipera le Dassault Super Mystère B2 (4 400 kg de poussée avec postcombustion). Le réacteur est construit en 1 698 exemplaires de 1951 à 1960, ce qui à l'époque, est considéré comme un véritable succès technique et commercial. C'est avec un réacteur Atar 101D que sont réalisées les expérimentations de décollage vertical sur l'Atar volant.

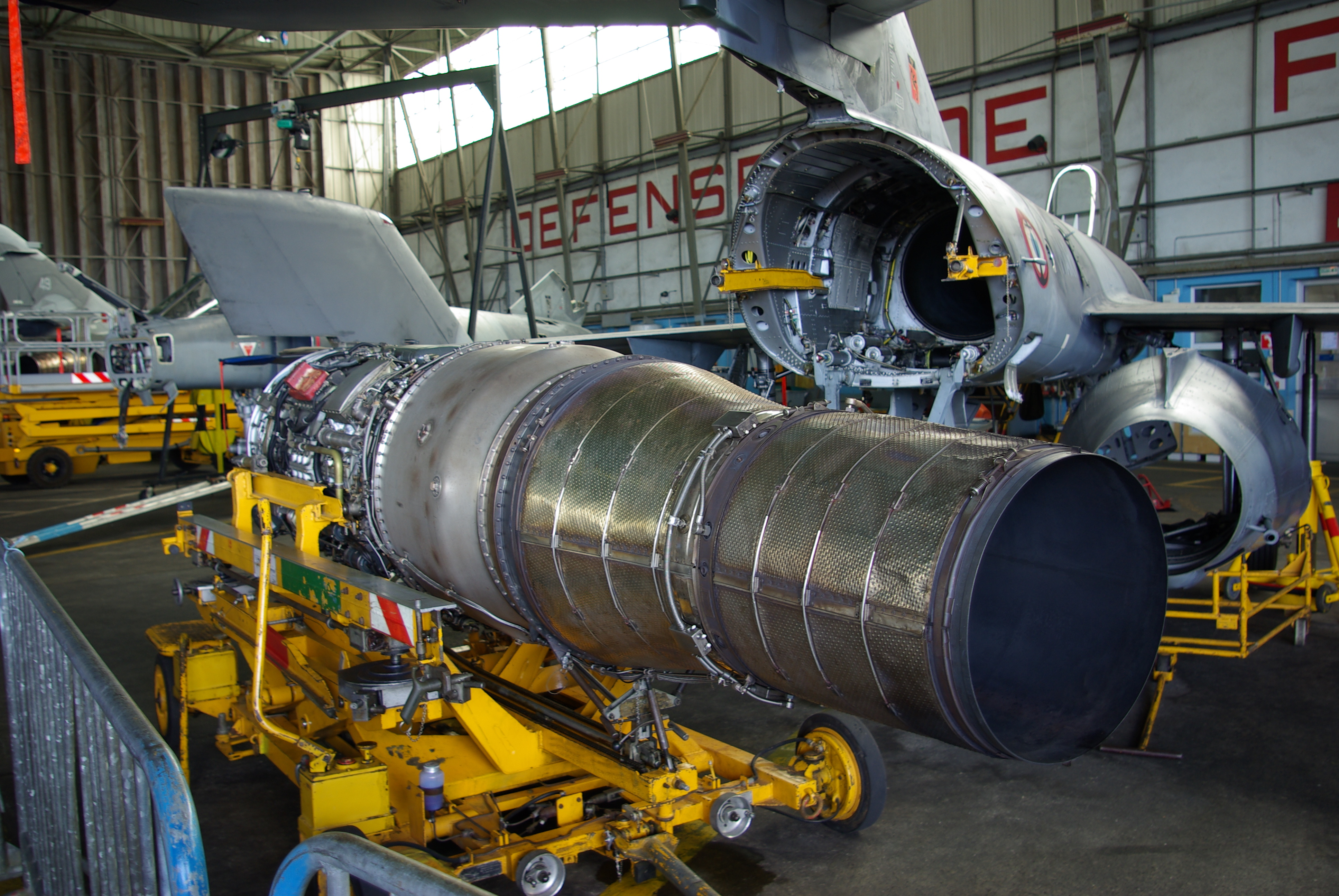
Un Atar 8K50 équipant les Super Étendard.

Le successeur est l'Atar 8 en 1956, puis les Atar 9B et 9C qui équipent le Dassault Mirage III à partir de 1958. En 1963, c'est l'Atar 9K qui équipe le bombardier stratégique Dassault Mirage IV puis en 1968 son dérivé l'Atar 9K50 destiné au Dassault Mirage F1. Atar 9C, 9K et 9K50 sont équipés d'une sur-vitesse qui s'enclenche à partir de Mach 1,4 et fournit alors 15 % de puissance supplémentaire.
Le dernier modèle est l'Atar 8K50 destiné au Dassault Super-Étendard, qui fait ses premiers essais au banc en mai 1973. Il s'agit en fait d'un dérivé de l'Atar 9K50 dépourvu de postcombustion.
Un modèle nouvelle génération « Super Atar 9K50 » a été développé afin de permettre le vol soutenu à Mach 2.5, le design a été repensé afin d’avoir de meilleures performances que les anciens modèles d’Atar, mais également plus simple et moins coûteux que les SNECMA TF 306 turboréacteur à double flux. Ce dernier sera finalement nommé Snecma M53.

## Tableau des caractéristiques générales
| Moteur         | Année | Poussée (en kgp) | Vitesse de rotation (en tr/min) | Température en entrée de turbine | Masse (en kg) | Production |
| -------------- | ----- | ---------------- | ------------------------------- | -------------------------------- | ------------- | ---------- |
| Atar 101 V1-V6 | 1948  | 1 700 à 2 200    | 7 600 à 8 000                   | 700 °C                           | 880           | 6          |
| Atar 101B1     | 1951  | 2 400            | 8 300                           | 845 °C                           | 890           | 50         |
| Atar 101D3     | 1953  | 3 000            | 8 300                           | 870 °C                           | 920           | 370        |
| Atar 101E3/E5  | 1955  | 3 500            | 8 400                           | 865 °C                           | 870           | 600        |
| Atar 08B       | 1956  | 3 530            | 8 150                           | 600 °C                           | 1 079         | 176        |
| Atar 9C        | 1960  | 6 000            | 8 400                           | 885 °C                           | 1 430         | 1 670      |
| Atar 9K        | 1963  | 6 700            | 8 400                           | 920 °C                           | 1 490         | 265        |
| Atar 9K50      | 1969  | 7 200            | 8 900                           | 935 °C                           | 1 582         | 1 014      |
| Atar 8K50      | 1973  | 5 000            | 8 550                           | 925 °C                           | 1 165         | 111        |

## Descriptif et performances
Ce paragraphe donne pour les principaux moteurs de la famille Atar :
- les caractéristiques du générateur de gaz (compresseur, chambre de combustion, turbine)
- les performances au décollage à conditions standards (ISA) c'est-à-dire Pamb = 1 013,25 hPa et Tamb = +15 °C
- les types d'avions auxquels chaque type moteur était destiné
- des informations datées concernant les homologations, la production et d'éventuels records ou évènements significatifs

### Atar 101 V
Ce prototype de masse 880 kg est caractérisé par une poussée de 1 700 kgp obtenue au régime de 8 050 tr/min pour une consommation de 1,15 kg/kgp/h de kérosène.
Sa constitution est de type (7-0-I) c'est-à-dire :
- 7 - sept étages pour le compresseur axial
- 0 - une chambre de combustion annulaire, sans compresseur ou turbine
- I - un étage pour la turbine axiale

Il est équipé d'une tuyère à section variable de type aiguille associée à un dispositif de régulation automatique.

### Atar 101 D
Sa constitution est de type (7-0-I) et il possède une tuyère à striction pneumatique. Homologué en 1953, ce moteur est produit en série dès le mois de juin pour propulser les avions de type Mystère II C de l'armée de l'air à une vitesse de Mach 0,95.
Les Atar 101 D équipent également quelques avions prototypes :
- le Dassault Super Mystère B2
- le combiné turboréacteur/statoréacteur Leduc 022/01
- le SNCASE SE.5000 Baroudeur
- le Nord 1402 Gerfaut

| Poussée à sec (en kgp) | Poussée avec PC (en kgp) | Diamètre de la veine (en mm) | Débit d'air (en kg/s) | Rapport de pression | Débit de carburant à sec (en kg/kgp/h) | Débit de carburant avec PC (en kg/kgp/h) | Température en sortie de chambre (en °C) | Régime de décollage (en tr/min) | Poussée ------- Masse |
| ---------------------- | ------------------------ | ---------------------------- | --------------------- | ------------------- | -------------------------------------- | ---------------------------------------- | ---------------------------------------- | ------------------------------- | --------------------- |
| 3000                   | ?                        | 710                          | 52                    | 4,8                 | 1,10                                   | ?                                        | 870                                      | 8300                            | 3,2                   |

### Atar 101 E
Sa constitution est de type (8-0-I) et il possède une tuyère bi-volets. Homologué en 1955, ce moteur est produit à 598 exemplaires pour équiper les bi-réacteurs Vautour de l'armée de l'air française, qui atteignent la vitesse de Mach 1,2.
L'armée de l'air française cèdera 80 de ses appareils à l'armée israélienne, ce qui fera pour la Snecma la première exportation de manière indirecte.
La version E3 sera équipée de démarreur pneumatique et la version E5 de démarreur électrique.
Les Atar 101 E équipent également les avions prototypes ou de présérie :
- Dassault Étendard IV
- Nord 1500 Griffon II qui bat en 1959 le record du monde de vitesse sur 100 km en circuit fermé à la moyenne de 1 638 km/h
- SNCASE SE.5000 Baroudeur

| Poussée à sec (en kgp) | Poussée avec PC (en kgp) | Diamètre de la veine (en mm) | Débit Air (en kg/s) | Rapport de pression | Débit de carburant à sec (en kg/kgp/h) | Débit de carburant avec PC (en kg/kgp/h) | Température en sortie de chambre (en °C) | Régime de décollage (en tr/min) | Poussée ------- Masse |
| ---------------------- | ------------------------ | ---------------------------- | ------------------- | ------------------- | -------------------------------------- | ---------------------------------------- | ---------------------------------------- | ------------------------------- | --------------------- |
| 3700                   | ?                        | 740                          | 59                  | 4,8                 | 1,06                                   | ?                                        | 865                                      | 8400                            | 4,25                  |

### Atar 101 G
C'est la version avec postcombustion de l'Atar 101 E.
Sa constitution est de type (8-0-I) et il possède une tuyère bi-volets. Homologué en 1956, sa fabrication débute en 1957.
Ce moteur est produit à 460 exemplaires (406 pour l'armée française et 54 pour l'armée israélienne) afin d'équiper les intercepteurs supersoniques Dassault Super Mystère B2 leur permettant d'atteindre la vitesse de Mach 1,05.
La version G3 sera équipée de démarreur à air et la version G2 de démarreur électrique.
Les Atar 101 G équipent également les avions prototypes suivants :
- SNCASE SE.212 Durandal
- Nord Gerfaut
- Dassault Super Mystère B4 (2 appareils, no 02 et 04, construits sur la base de Super Mystère B2)
- Dassault Mirage III 01, premier avion européen à atteindre mach 2 en 1957, performance qui sera à l'origine des futurs développements Atar 8 et Atar 9.

| Poussée à sec (en kgp) | Poussée avec PC (en kgp) | Diamètre de la veine (en mm) | Débit d'air (en kg/s) | Rapport de pression | Débit de carburant à sec (en kg/kgp/h) | Débit de carburant avec PC (en kg/kgp/h) | Température en sortie de chambre (en °C) | Régime de décollage (en tr/min) | Poussée ------- Masse |
| ---------------------- | ------------------------ | ---------------------------- | --------------------- | ------------------- | -------------------------------------- | ---------------------------------------- | ---------------------------------------- | ------------------------------- | --------------------- |
| 3700                   | 4400                     | 740                          | 59                    | 4,8                 | 1,06                                   | 1,98                                     | 865                                      | 8400                            | 3,5                   |

### Atar 8 C
C'est le premier moteur Atar à être équipé d'un démarreur autonome, le Microturbo Noelle 60290 de 60 ch.
Il est de type (9-0-2) et il possède une tuyère bi-volets.
Homologué en 1958, 176 exemplaires sont produits dès 1959 afin d'équiper les Dassault Étendard IV leur permettant d'atteindre la vitesse de Mach 1,08. Cet appareil était embarqué sur les porte-avions Foch et Clemenceau.
Les Atar 8 C équipent également les avions prototypes suivants :
- Dassault Mystère IV D08
- Dassault Super Mystère B4 no 01

| Poussée à sec (en kgp) | Poussée avec PC (en kgp) | Diamètre de la veine (en mm) | Débit d'air (en kg/s) | Rapport de pression | Débit de carburant à sec (en kg/kgp/h) | Débit de carburant avec PC (en kg/kgp/h) | Température en sortie de chambre (en °C) | Régime de décollage (en tr/min) | Poussée ------- Masse |
| ---------------------- | ------------------------ | ---------------------------- | --------------------- | ------------------- | -------------------------------------- | ---------------------------------------- | ---------------------------------------- | ------------------------------- | --------------------- |
| 4400                   | ?                        | 786                          | 68                    | 5,8                 | 0,97                                   | ?                                        | 885                                      | 8400                            | 4,0                   |

### Atar 9 B
Moteur Atar équipé d'un démarreur autonome de 60 ch.
Sa constitution est de type (9-0-2) et il possède une tuyère bi-volets.
Homologué en 1959, 419 exemplaires sont produits afin d'équiper les Mirage III C de l'AAF , les Mirage III CZ de la « South African Air Force », et les Mirage III CJ de la force aérienne Israélienne.
Les Atar 9 B équipent également les avions prototypes suivants :
- Super Mystère B2-01
- Mirage III A-03
- Mirage III B
- Mirage III C
- Mirage IV-01 qui le 19 septembre 1960 bat le record du monde de vitesse en circuit fermé sur 1 000 km à la vitesse moyenne de 1 820 km/h

Le 22 juin 1962, Jacqueline Auriol pilotant un Mirage III A propulsé par ce moteur, bat le record du monde féminin de vitesse en circuit fermé sur 100 km à la vitesse moyenne de 1 850,2 km/h.
| Poussée à sec (en kgp) | Poussée avec PC (en kgp) | Diamètre de la veine (en mm) | Débit d'air (en kg/s) | Rapport de pression | Débit de carburant à sec (en kg/kgp/h) | Débit de carburant avec PC (en kg/kgp/h) | Température en sortie de chambre (en °C) | Régime de décollage (en tr/min) | Poussée ------- Masse |
| ---------------------- | ------------------------ | ---------------------------- | --------------------- | ------------------- | -------------------------------------- | ---------------------------------------- | ---------------------------------------- | ------------------------------- | --------------------- |
| 4250                   | 6000                     | 786                          | 68                    | 5,8                 | 1,01                                   | 2,22                                     | 885                                      | 8400                            | 4,4                   |

### Atar 9 C
Moteur Atar équipé à l'origine d'un démarreur autonome Microturbo de 60 ch qui passera à 80 ch avec le Microturbo Noelle 002.
Sa constitution est de type (9-0-2) et il possède une tuyère multi-volets.
Homologué en 1961, ce moteur est construit en série dès 1962 afin d'équiper les Mirage III E et les Mirage III R et RD et les Mirage III BE de l'AAF et de certaines armées de l'air étrangères. C'est la première licence Atar vendue directement à l'exportation en Suisse et en Australie.
Le 14 juin 1963, Jacqueline Auriol pilotant un Mirage III R propulsé par ce moteur, bat le record du monde féminin de vitesse en circuit fermé sur 100 km à la vitesse moyenne de 2 030 km/h.
En 1991, l'armée de l'air française passe commande de 14 déverglaceuses thermo-soufflantes TS4-A9C à la société Bertin & Cie équipées de réacteurs déclassés et réformés de vol pour déneiger les pistes. L'ensemble a été réalisé par l'usine Coder de Colombes.
| Poussée à sec (en kgp) | Poussée avec PC (en kgp) | Diamètre de la veine (en mm) | Débit d'air (en kg/s) | Rapport de pression | Débit de carburant à sec (en kg/kgp/h) | Débit de carburant avec PC (en kg/kgp/h) | Température en sortie de chambre (en °C) | Régime de décollage (en tr/min) | Poussée ------- Masse |
| ---------------------- | ------------------------ | ---------------------------- | --------------------- | ------------------- | -------------------------------------- | ---------------------------------------- | ---------------------------------------- | ------------------------------- | --------------------- |
| 4300                   | 6000                     | 786                          | 68                    | 5,7                 | 1,01                                   | 2,04                                     | 885                                      | 8400                            | 4,2                   |

### Atar 9 K
Sa constitution est de type (9-0-2) et il possède une tuyère multi-volets.
Homologué en 1962, ce moteur est construit en série dès 1963 (248 exemplaires) uniquement pour l'AAF. L'adaptation d'un compresseur à caractéristiques transsoniques permet d'accroître son débit d'air tout en gardant les mêmes dimensions extérieures.
Il est capable alors d'assurer au Dassault Mirage IV de la force de dissuasion une vitesse prolongée à Mach 2 et une vitesse de pointe à Mach 2,2.
| Poussée à sec (en kgp) | Poussée avec PC (en kgp) | Diamètre de la veine (en mm) | Débit d'air (en kg/s) | Rapport de pression | Débit de carburant à sec (en kg/kgp/h) | Débit de carburant avec PC (en kg/kgp/h) | Température en sortie de chambre (en °C) | Régime de décollage (en tr/min) | Poussée ------- Masse |
| ---------------------- | ------------------------ | ---------------------------- | --------------------- | ------------------- | -------------------------------------- | ---------------------------------------- | ---------------------------------------- | ------------------------------- | --------------------- |
| 4700                   | 6700                     | 786                          | 71                    | 6,0                 | 1,01                                   | 2,16                                     | 920                                      | 8400                            | 4,5                   |

### Atar 9 K 50
Ce moteur de la classe des 7 tonnes fabriqué par la Snecma à plus de 1 000 exemplaires permettra les améliorations suivantes par rapport au moteur Atar 9C :
- Amélioration de la consommation spécifique
- Sécurité accrue au décollage
- Augmentation du rayon d'action
- Capacité d'emport plus importante pour les terrains en altitude et les conditions de températures élevées
- Capacité à fonctionner en continu à Mach 2,2 pendant plus d'une heure
- Pilotabilité simplifiée et incidence de combat plus élevée
- Maintenance allégée
- Capacité à fournir l'énergie nécessaire aux nouveaux "systèmes d'arme(s)" de l'époque

Sa constitution est de type (9-0-2) et possède une tuyère multi-volets.
Il fonctionnera au banc d'essai pour la première fois en février 1968, sera homologué en 1970 et réalisera ses premiers vols sur :
- Mirage III A-10 le 24 février 1970
- Milan en juin 1970
- Mirage G8 en juillet 1970
- Mirage F1 02 le 30 août 1970

À partir du 30 mars 1972, il entrera en fabrication pour équiper dès 1973 le Mirage F1 lui permettant d'atteindre la vitesse de Mach 2,2.
Ce moteur équipera aussi la version améliorée du Mirage 50 et à partir de 1982 il sera monté sur le Mirage III NG équipé de commandes électriques de vol.
Un exemplaire en provenance d un mirage F1 est entré dans la collection du musée de l'aviation de WARLUIS dans l'Oise  
| Poussée à sec (en kgp) | Poussée avec PC (en kgp) | Diamètre de la veine (en mm) | Débit d'air (en kg/s) | Rapport de pression | Débit de carburant à sec (en kg/kgp/h) | Débit de carburant avec PC (en kg/kgp/h) | Température en sortie de chambre (en °C) | Régime de décollage (en tr/min) | Poussée ------- Masse |
| ---------------------- | ------------------------ | ---------------------------- | --------------------- | ------------------- | -------------------------------------- | ---------------------------------------- | ---------------------------------------- | ------------------------------- | --------------------- |
| 5000                   | 7200                     | 786                          | 73                    | 6,15                | 0,97                                   | 2,01                                     | 935                                      | 8400                            | 4,5                   |

### Atar 8 K 50

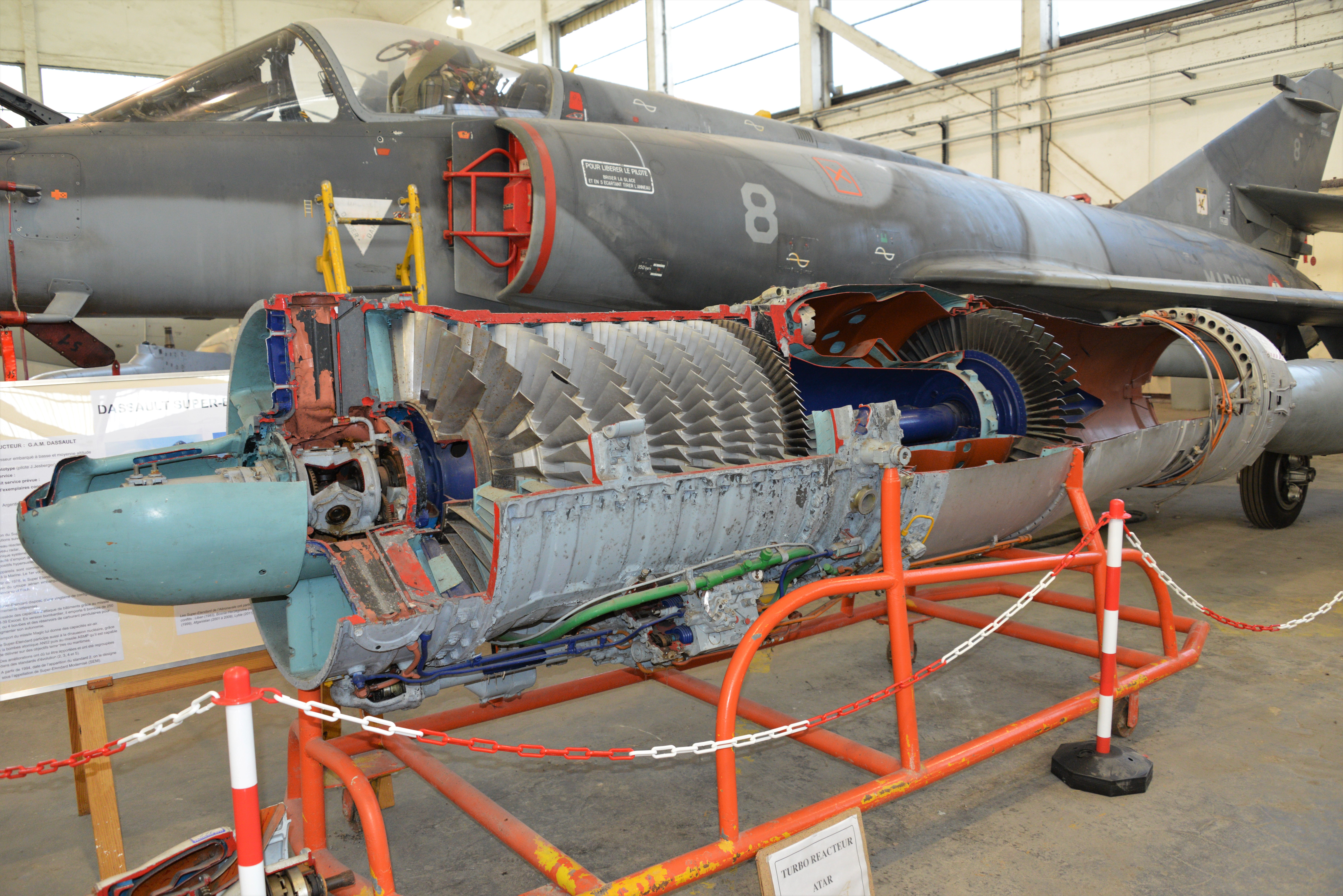
Coupe d'un Atar 8 K 50 au Musée de l'aéronautique navale.

Ce moteur est le dernier né de la famille des Atar. C'est un dérivé du 9K50 sans postcombustion. Sa constitution est de type (9-0-2) et il possède une tuyère à section fixe. Homologué en 1976, sa production débutera en 1977 pour équiper les Super-Étendards de l'aéronavale française et de l'aéronavale argentine permettant d'atteindre la vitesse de Mach 1,3.
| Poussée à sec (en kgp) | Poussée avec PC (en kgp) | Diamètre de la veine (en mm) | Débit d'air (en kg/s) | Rapport de pression | Débit de carburant à sec (en kg/kgp/h) | Débit de carburant avec PC (en kg/kgp/h) | Température en sortie de chambre (en °C) | Régime de décollage (en tr/min) | Poussée ------- Masse |
| ---------------------- | ------------------------ | ---------------------------- | --------------------- | ------------------- | -------------------------------------- | ---------------------------------------- | ---------------------------------------- | ------------------------------- | --------------------- |
| 5000                   | ?                        | 786                          | 73                    | 6,15                | 0,97                                   | ?                                        | 937                                      | 8400                            | 4,3                   |